# SONG FOR YOU (MISIAの曲)
「SONG FOR YOU」（ソング・フォー・ユー）は、日本の女性歌手MISIAの通算15作目となる初の配信限定シングル。2005年8月1日にRhythmedia Tribeより発売。

## 解説
2005年8月1日に、音楽配信サイトOCN MUSIC STOREにて配信が開始された。
2004年12月発売のアルバム『SINGER FOR SINGER』のツアーで初披露した楽曲。
収録曲は、「THE TOUR OF MISIA 2005 THE SINGER SHOW」ライブDVDに付いている特典CDシングルと同内容。
なお、2007年8月22日に、ツアー「星空のライヴIV CLASSICS」の新潟公演で披露した「SONG FOR YOU」のライブ音源が着うたフルとして配信された。売上の一部は、新潟県災害対策本部を通じて、新潟県中越沖地震により被災された方々への義援金となる予定であった。

## 収録曲
1. SONG FOR YOU [5:59]
作詞：MISIA／作曲・編曲：星克典
2. SONG FOR YOU (Instrumental) [5:56]

## リンク
THE SINGER SHOW DVD特設サイト